# منى إسماعيل
منى إسماعيل فنانة مصرية اعتزلت الفن بعد أن تزوجت من رجل أعمال 

## السيرة الذاتية
فنانة مصرية بدأت في الثمانينات الميلادية وقدمت أدوارا ثانوية اكتشف موهبتها المخرج نيازي مصطفى وقدمها للفن في كل أعماله واخر دور قدمته هو فيلم عذراء وثلاثة رجال عام 1986 بعدها اختفت بعد أن تزوجت من رجل أعمال.

## أعمالها
- عذراء وثلاثة رجال 1986
- لست مجرما 1985
- التخشيبة 1984
- ألف ليلة وليلة 1984
- غابة من الأسمنت 1984
- فتوة الناس الغلابة 1984
- وحوش الميناء 1983
- حلم ليلة صيف 1982
- الإمام مالك 1980
- الرحلة